# Luc Ferry
Luc Ferry (3 de enero de 1951, Colombes, Dto. de Altos del Sena) es un filósofo, investigador, intelectual, ensayista, publicista y político francés. Aunque ha desarrollado su trayectoria profesional especialmente como filósofo, ha sabido hacer ampliamente compatible su talante teórico con una destacada intervención en el mundo de la política, de la docencia y del periodismo.

## Biografía
Formado en Francia y Alemania, es agregado de filosofía y de ciencias políticas, doctor de Estado de ciencias políticas. Fue investigador del Centre National de la Recherche Scientifique (CNRS), encargado de curso en la Escuela Normal Superior y profesor en el Instituto de Estudios Políticos de Lyon, en la Universidad de Caen, París I Panthéon-Sorbonne y Paris X Nanterre.
Antiguo miembro de la Fundación Saint-Simon, tras ser presidente del Consejo nacional de programas del Ministerio de Educación entre 1993 y 2002, fue miembro del primer y del segundo gobierno de Jean-Pierre Raffarin, ocupando la cartera ministerial de la Juventud, de Educación nacional y de Investigación durante el bienio 2002-2004.
Durante su mandato lanzó una reforma de educación y se encargó de la puesta en marcha de la ley, conocida popularmente como la "ley del velo", que en aplicación del principio de la laicidad, prohibía a las escuelas, colaboración legislación o institutos públicos franceses el puerto de signos o de indumentaria por los cuales los alumnos manifestaran ostensiblemente la pertenencia a una determinada confesión religiosa. En la Carta a todos los que aman la escuela (2003) resumió sus propuestas de reforma en diez puntos cruciales:
- Prevenir y combatir el analfabetismo;
- Revalorizar la vía profesional y repensar, desde la escuela, la articulación entre la enseñanza general y profesional;
- Combatir el fracaso a nivel de los primeros ciclos universitarios;
- Luchar contra el incivismo y la violencia junto a los docentes;
- Tratar de compensar mejor la desventaja;
- Favorecer el compromiso de los jóvenes;
- Mejorar la formación de los docentes;
- Favorecer la movilidad de los estudiantes y el reconocimiento de los diplomas a toda Europa y ofrecer más autonomía a las universidades;
- Detener la crisis de las vocaciones científicas y revalorizar el lugar de la ciencia en la sociedad;
- Cumplir la descentralización, permitir a los centros más autonomía de gestión y fomentar el establecimiento de niveles de calidad.

Tras su renuncia ministerial de marzo de 2004 fue nombrado presidente delegado del Consejo de Análisis de la Sociedad (CAS), que depende del primer ministro y la finalidad es "aclarar las elecciones políticas del gobierno mediante el análisis y la confrontación de puntos de vista, cuando las decisiones a tomar presentan dilemas relacionados con hechos sociales". También pertenece desde 2004 al Consejo Económico y Social, como miembro del Grupo de Personalidades Calificadas en el ámbito económico, social, científico y cultural y así mismo como miembro de la Sección de Relaciones Exteriores.
En 2006 el presidente de la Unión por un Movimiento Popular (UMP) Nicolas Sarkozy le confió una misión de reflexión sobre la regulación del matrimonio homosexual y de la homoparentalidad, encargo que finalmente no llegará a buen puerto. Desde julio de 2007 es miembro del Comité de reflexión y de proposición sobre la modernización y el reequilibrio de las instituciones de la 5.ª República francesa, creado por el presidente Nicolas Sarkozy, que estudia la reforma de la Constitución y que hará todas las recomendaciones que estime útiles.
Como periodista ha colaborado asiduamente con diversos semanarios y publicaciones entre los que se cuentan L'Express, el Evenement du jeudi, le Point y Challenges.

## Pensamiento
A menudo su obra se asocia con el movimiento de los "nuevos filósofos", que en los años setenta rompieron con el pensamiento de izquierdas que había presidido de forma abrumadora el mundo intelectual francés. Uno de los exponentes más destacados del humanismo secular, Luc Ferry es autor de una original reflexión filosófica, en gran parte centrada en la defensa de los valores nucleares de la tradición política francesa y la crítica de los movimientos radicales. Así, se separa del marxismo, rechaza el legado del pensamiento de 1968, critica el posestructuralismo y reafirma el republicanismo y la laicidad frente al auge del comunitarismo y del relativismo.
Es autor de más de una quincena de libros, algunos de ellos en colaboración con Alain Renaut, traducidos a diversos idiomas.
Durante las protestas de los Chaquetas amarillas dijo que la policía debería disparar a matar contra los manifestantes.

## Obra
- Filosofía política, en tres volúmenes (1984)
- El pensamiento del 68. Ensayo sobre el antihumanismo contemporáneo (1985)
- 68-86, Itinerarios del individuo (1987)
- Heidegger y los modernos (1988)
- Homo Aestheticus. La invención del gusto en la era democrática (1990)
- El nuevo orden ecológico, el árbol, el animal y el hombre, Premio Médicis de ensayo y premio Jean-Jacques Rousseau (1992)
- El hombre-Dios o el sentido de la vida, premio de los Derechos del hombre (1996)
- El diseño de los modernos. Diez cuestiones por nuestro tiempo (1998)
- ¿Qué es el hombre? (2000)
- ¿Qué es una vida exitosa? (2002)
- Carta a todos los que aman la escuela (2003)
- La religiosidad después de la religión, en colaboración con Marcel Gauchet (2004)
- ¿Cómo se puede ser ministro? Ensayo sobre la gobernabilidad de las democracias (2005)
- Familia y amor: Un alegato a favor de la vida privada (2007)
- Aprender a vivir (2008)
- La revolución transhumanista (2017)